# Zók, Baranya
Zók este un sat în districtul Szentlőrinc, județul Baranya, Ungaria, având o populație de 300 de locuitori (2011). 

## Demografie
Componența etnică a satului Zók
     Maghiari (98,35%)
     Germani (1,65%)
Componența confesională a satului Zók
     Fără religie (45,67%)
     Romano-catolici (44,67%)
     Reformați (3,33%)
     Luterani (1,33%)
     Necunoscută (5%)
Conform recensământului din 2011, satul Zók avea 300 de locuitori. Din punct de vedere etnic, majoritatea locuitorilor (98,35%) erau maghiari, cu o minoritate de germani (1,65%). Nu există o religie majoritară, locuitorii fiind persoane fără religie (45,67%), romano-catolici (44,67%), reformați (3,33%) și luterani (1,33%). Pentru 5,0% din locuitori nu este cunoscută apartenența confesională.